# Partido Republicano Fascista
O Partido Republicano Fascista (em italiano:  Partito Fascista Repubblicano, PRF) foi um partido político italiano liderado por Benito Mussolini durante a ocupação alemã da Itália central e do norte e era o único partido legítimo e dominante da República Social Italiana. Foi fundada como sucessor do antigo Partido Nacional Fascista, sendo um partido anti-monarquista, pois considerou o rei Victor Emmanuel III como um traidor depois de ter assinado a rendição aos Aliados.

## História
Depois da Operação Carvalho, de arquitetação nazista, ter libertado Mussolini, o Partido Nacional Fascista (PNF) foi revivido em 13 de setembro de 1943 como Partido Fascista Republicano (PRF), sendo o partido único da República Social Italiana, Estado de curta duração no Norte da Itália e sob influência nazista, informalmente conhecida como a República de Salò. Seu secretário era Alessandro Pavolini . 
A PRF não durou muito após a execução de Mussolini e o desaparecimento do estado de Salò em abril de 1945. No entanto, inspirou a criação do Movimento Social Italiano (MSI) e o MSI foi visto como o sucessor do PFR e do PNF.  O MSI foi formado por ex-líderes fascistas e veteranos do exército fascista da república. O partido tentou modernizar e revisar a doutrina fascista em uma direção mais moderada e sofisticada.

## Ideologia
O fascismo italiano estava enraizado no nacionalismo italiano, no sindicalismo fascista e no desejo de restaurar e expandir territórios italianos, que os fascistas italianos consideravam necessário para uma nação afirmar sua superioridade e força e evitar sucumbir à decadência. Os fascistas italianos afirmaram que a Itália moderna é a herdeira da Roma antiga e seu legado e, historicamente, apoiou a criação de uma Grande Itália para fornecer spazio vitale ("espaço vital") para ter a colonização por parte de colonos italianos e para estabelecer o controle sobre o Mar Mediterrâneo.
Um sistema econômico corporativista, no qual os sindicatos de empregadores e empregados estão ligados em associações para representar coletivamente os produtores econômicos da nação e trabalhar junto com o Estado para definir a política econômica nacional, foi defendido pelos fascistas.  Esse sistema econômico pretendia resolver conflitos de classe por meio da colaboração entre as classes.
Os fascistas italianos se opunham ao liberalismo e ao capitalismo, mas, em vez de buscar uma restauração reacionária do mundo anterior ao Antigo Regime, que considerava defeituoso, tinha uma direção voltada para o futuro. Também se opunha ao conservadorismo reacionário desenvolvido por Joseph de Maistre. Acreditava que o sucesso do nacionalismo italiano exigia respeito pela tradição e um senso claro de um passado compartilhado entre os italianos, além de um compromisso com a Itália modernizada.
Os fascistas eram anticomunistas. Eles se opunham ao marxismo porque era visto como uma ameaça ao nacionalismo e viam o bolchevismo como a maior ameaça contemporânea à civilização europeia.

## Secretário do Partido Fascista Republicano
- Alessandro Pavolini (15 de novembro de 1943 - 28 de abril de 1945)

- 1º Congresso Nacional - Verona, 14 a 15 de novembro de 1943